# Championnat du Danemark de football 1941-1942
Navigation
Saison précédente Saison suivante
La saison 1941-1942 du Championnat du Danemark de football était la 29e édition du championnat de première division au Danemark. L'ensemble des clubs des 2 premières divisions du pays (soit 28 clubs) participent au championnat qui se déroule en 2 phase : une première phase voit les équipes réparties en 3 poules de 8 à 10 équipes, où chaque club rencontre tous ses adversaires 2 fois, à domicile et à l'extérieur. Les 8 meilleurs clubs, toutes poules confondues, sont qualifiés pour la phase finale, jouée sous forme de coupe, avec match simple à élimination directe.
C'est le B 93 Copenhague qui remporte la compétition en battant en finale l'Akademisk Boldklub. C'est le 8e titre de champion du Danemark de l'histoire du club.

## Les 28 clubs participants
| - KB Copenhague - B 93 Copenhague - BK Frem Copenhague - Boldklubben 1903 - Akademisk Boldklub - AaB Aalborg - AGF Aarhus - Fremad Amager - Hobro IK - Køge BK - Vejle BK - Slagelse B&I - Toreby-Graenge BK - Randers FC | - AI Aarhus - KFUM - Osterbros BK - Nakskov BK - Helsingor IF - B 1908 Amager - Korsor BK - BK 01 Nykobing - B 1913 Odense - Vejen SF - B 1909 Odense - Esbjerg fB - OB Odense - Dragor BK |

## Compétition

### Première phase
Le barème utilisé pour établir l'ensemble des classements est le suivant :
- Victoire : 2 points
- Match nul : 1 point
- Défaite : 0 point

#### Groupe 1
| Rang | Équipe        | Pts | J  | G  | N | P  | Bp | Bc | Diff |
| ---- | ------------- | --- | -- | -- | - | -- | -- | -- | ---- |
| 1    | B 1909 Odense | 25  | 18 | 11 | 3 | 4  | 65 | 31 | +34  |
| 2    | AaB Aalborg   | 24  | 18 | 10 | 4 | 4  | 36 | 22 | +14  |
| 3    | AGF Aarhus    | 23  | 18 | 11 | 1 | 6  | 41 | 29 | +12  |
| 4    | OB Odense     | 19  | 18 | 8  | 3 | 7  | 53 | 48 | +5   |
| 5    | Esbjerg fB    | 17  | 18 | 6  | 5 | 7  | 42 | 44 | -2   |
| 6    | B 1913 Odense | 17  | 18 | 7  | 3 | 8  | 36 | 38 | -2   |
| 7    | Randers FC    | 17  | 18 | 8  | 1 | 9  | 38 | 44 | -6   |
| 8    | Vejle BK      | 16  | 18 | 8  | 0 | 10 | 34 | 50 | -16  |
| 9    | Vejen SF      | 12  | 18 | 4  | 4 | 10 | 24 | 41 | -17  |
| 10   | AI Aarhus     | 10  | 18 | 4  | 2 | 12 | 34 | 56 | -22  |

|  | Qualifié pour la phase finale |

#### Groupe 2
| Rang | Équipe           | Pts | J  | G  | N | P  | Bp | Bc | Diff |
| ---- | ---------------- | --- | -- | -- | - | -- | -- | -- | ---- |
| 1    | Østerbros BK     | 29  | 18 | 13 | 3 | 2  | 73 | 22 | +51  |
| 2    | KFUM             | 27  | 18 | 11 | 5 | 2  | 60 | 30 | +30  |
| 3    | BK 01 Nykobing   | 25  | 18 | 11 | 3 | 4  | 42 | 35 | +7   |
| 4    | Helsingør IF     | 24  | 18 | 11 | 2 | 5  | 89 | 34 | +55  |
| 5    | B 1908 Amager    | 21  | 18 | 9  | 3 | 6  | 57 | 40 | +17  |
| 6    | Slagelse B&I     | 18  | 18 | 8  | 2 | 8  | 53 | 63 | -10  |
| 7    | Nakskov BK       | 15  | 18 | 5  | 5 | 8  | 35 | 42 | -7   |
| 8    | Dragør BK        | 10  | 18 | 5  | 0 | 13 | 49 | 82 | -33  |
| 9    | Toreby-Grænge BK | 7   | 18 | 2  | 3 | 13 | 27 | 64 | -37  |
| 10   | Korsør BK        | 4   | 18 | 2  | 0 | 16 | 23 | 96 | -73  |

|  | Qualifié pour la phase finale |

#### Groupe 3
| Rang | Équipe              | Pts | J  | G  | N | P  | Bp | Bc | Diff |
| ---- | ------------------- | --- | -- | -- | - | -- | -- | -- | ---- |
| 1    | BK Frem Copenhague  | 22  | 14 | 11 | 0 | 3  | 49 | 22 | +27  |
| 2    | B 93 Copenhague (T) | 20  | 14 | 9  | 2 | 3  | 40 | 26 | +14  |
| 3    | KB Copenhague       | 17  | 14 | 7  | 3 | 4  | 34 | 28 | +6   |
| 4    | Akademisk Boldklub  | 16  | 14 | 7  | 2 | 5  | 36 | 30 | +6   |
| 5    | Fremad Amager       | 14  | 14 | 7  | 0 | 7  | 35 | 37 | -2   |
| 6    | Køge BK             | 11  | 14 | 5  | 1 | 8  | 34 | 38 | -4   |
| 7    | Boldklubben 1903    | 8   | 14 | 3  | 2 | 9  | 20 | 40 | -20  |
| 8    | Hobro IK            | 4   | 14 | 1  | 2 | 11 | 19 | 46 | -27  |

|  | Qualifié pour la phase finale |
|  | (T) : Tenant du titre         |

### Phase finale

#### Quarts de finale
| Équipe 1        | Résultat | Équipe 2           |
| --------------- | -------- | ------------------ |
| B 1909 Odense   | 2 - 2    | BK Frem Copenhague |
| B 93 Copenhague | 5 - 0    | Osterbros BK       |
| AaB Aalborg     | 0 - 1    | Akademisk Boldklub |
| KB Copenhague   | 2 - 1    | KFUM               |

#### Demi-finales
| Équipe 1           | Résultat | Équipe 2        |
| ------------------ | -------- | --------------- |
| Akademisk Boldklub | 2 - 1    | KB Copenhague   |
| B 1909 Odense      | 0 - 5    | B 93 Copenhague |

#### Finale
| Équipe 1        | Résultat | Équipe 2           |
| --------------- | -------- | ------------------ |
| B 93 Copenhague | 3 - 2    | Akademisk Boldklub |

## Bilan de la saison
| Tableau d'Honneur                   |                 |
| Compétition                         | Vainqueur       |
| Championnat du Danemark de football | B 93 Copenhague |

| Promotion et relégation       |       |
| Relégués en deuxième division | Aucun |
| Promus en Meistersbaksserien  | Aucun |